# Movimiento Cívico Madera de Guerrero

Parteilogo des Movimiento Cívico Madera de Guerrero

Das Movimiento Cívico Madera de Guerrero (MG) ist eine konservative, auf die Stadt Guayaquil orientierte Partei in Ecuador. Sie wurde vom Bürgermeister Guayaquils Jaime Nebot gegründet, ihr Programm ist vor allem auf regionale Autonomie ausgerichtet. Die MG steht dem Partido Social Cristiano (PSC) nahe, mit der sie auch Wahlallianzen eingeht. Sie hat sieben Sitze für die Provinz Guayas in der Nationalversammlung.

## Geschichte
Jaime Nebot gründete das Movimiento Cívico Madera de Guerrero vor der Parlamentswahl 2009, um seine Chancen auf Wiederwahl als Bürgermeister zu verbessern, die er durch die schwere Wahlniederlage des Partido Social Cristiano bei der Parlamentswahl 2006 gefährdet sah. Bei der Parlamentswahl 2009 traten MG und PSC mit einer Listenverbindung an, die insgesamt 11 Mandate gewann. Ein halbes Jahr nach der Wahl kündigte MG die Fraktionsgemeinschaft auf, alle sieben aus Guayas stammenden Abgeordneten schlossen sich dem Movimiento an.